# Šentvid pri Stični
Šentvid pri Stični is een plaats in Slovenië en maakt deel uit van de gemeente Ivančna Gorica in de NUTS-3-regio Osrednjeslovenska. De plaats telde 1.064 inwoners op 1 januari 2020.